# Patrick Lawless
Patrick Colin Lawless é um diplomata australiano com carreira no Departamento de Negócios Estrangeiros e Comércio (DFAT)
Lawless é na atualidade o embaixador da Austrália no Brasil, sucedendo a Brett Hackett, tendo sido nomeado pela ministra dos negócios estrangeiros Julie Bishop em 12 de fevereiro de 2014. Lawless foi anteriormente embaixador da Austrália em Portugal (2009–2013) e na Polónia (2002–2005).
Lawless é descendente de pessoas da First Fleet que chegaram a Botany Bay em 1788.
Lawless fala português e estudou na Universidade de Nova Gales do Sul e na London School of Economics. Antes de trabalhar para o Departamento de Negócios Estrangeiros e Comércio, Lawless exerceu advocacia em Sydney e trabalhou para o Aboriginal Land Commissioner em Darwin.
| Postos diplomáticos            | Postos diplomáticos                                  | Postos diplomáticos        |
| ------------------------------ | ---------------------------------------------------- | -------------------------- |
| Precedido por: Brett Hackett   | Embaixador da Austrália no Brasil Fev. 2014–presente | Titular do cargo           |
| Precedido por Luke Williams    | Embaixador da Austrália em Portugal 2009–2012        | Sucedido por Anne Plunkett |
| Precedido por Margaret Adamson | Embaixador da Austrália na Polónia 2002–2005         | Sucedido por Ian Forsyth   |